# Galtara reticulata
Galtara reticulata là một loài bướm đêm thuộc phân họ Arctiinae, họ Erebidae.